# Un muerto de mal criterio
Un muerto de mal criterio es una novela humorística del escritor chileno Jenaro Prieto, publicada en 1926. El libro presenta una postura satírica y crítica del sistema judicial chileno, bajo un tono agudo y humorístico.
Fue la primera incursión del autor en la narrativa, la cual recibió el elogio de la crítica especializada.

## Argumento
Un juez recientemente muerto vuelve desde la ultratumba a cumplir sus funciones en el mismo tribunal en el cual ejercía en vida, donde se reencuentra con su antiguo secretario Guezalaga, fallecido cinco años antes.
No obstante, su tarea ha cambiado: ahora deberá juzgar el destino final de las personas, y decidir si van al limbo, al infierno, al cielo o al purgatorio.

## Personajes principales
- Marcelo (juez)
- Guezalaga (secretario)